# Lenguas pomo
Las lenguas pomo o pomoanas (también llamadas kulanapanas) constituyen una familia de lenguas en peligro de desaparición habladas en el norte de California, Estados Unidos, en la costa del Pacífico. Según el censo del año 2000, existían 255 hablantes de estas lenguas. De ellos, 45 tenían entre los 5 y los 17 años de edad.

## Clasificación

### Clasificación interna
La familia pomoana consta de 7 lenguas:
A. Grupo pomoano del Oeste
1. Pomo del norte (†)
I. Subgrupo del Sur
2. Pomo Central 4 hablantes (1997)
3. Pomo del Sur 1 (1994)
4. Kashaya (también llamada Pomo del Suroeste y Kashia) 45 (1994)
5. Pomo del Noreste (†)
6. Pomo del Este (†)
7. Pomo del Sureste 5 (1994)

Distribución de los territorios tradicionales de las diferentes lenguas pomoanas.

La similitud de los nombres de estas lenguas ha llevado, erróneamente, a pensar que se tratan de simples dialectos de un único lenguaje.
El Pomo del Norte y el del Noreste son ahora lenguas muertas (el del norte lo fue en el año 1994). Las restantes lenguas están todavía siendo habladas por un grupo poco numeroso de personas de edad avanzada, y su número disminuye rápidamente. Dentro de las mismas, la Kashaya es la que tiene más parlantes.

### Relación con otras lenguas
Las lenguas pomoanas han sido a menudo vinculadas al grupo de lenguas hokanas.

## Comparación léxica

Las relaciones internas dentro de las lenguas pomoanas, según el consenso actual, basado en Oswalt (1964).

Los numerales en diferentes lenguas pomo son:
| GLOSA | Pomo N.   | Pomo Central | Pomo E.     | Pomo SW. | Pomo S.  | Pomo SE.  | Pomo NE.     | PROTO- POMO |
| ----- | --------- | ------------ | ----------- | -------- | -------- | --------- | ------------ | ----------- |
| '1'   | tca       | tato         | kali        | ku       | tʼca     | dan       | tcaki        | *k̓á-        |
| '2'   | ko        | ko           | xotc        | ko       | ako      | xos       | kon          | *ʔaqʰóc     |
| '3'   | subu      | sibo         | xomka       | sibo     | misibo   | xoxat     | kutcʼaka     | *sibo       |
| '4'   | tak       | duo-ko       | dol         | mitca    | miʼtca   | dako      | kalkotom     | *           |
| '5'   | cal       | natsui       | lema        | tuco     | tuco     | talko     | tcʼa-ukon    | *ṭuhxo      |
| '6'   | tsadi     | tsadi        | tsadi       | lanʼtca  | lantca   | xowaloxat | tcʼadeika    | *lanká      |
| '7'   | koba      | koina        | kula-xotc   | lanʼko   | latko    | sebaita   | tcumalan     | *           |
| '8'   | koko-dol  | kodo-dol     | koka-dol    | komtca   | komtca   | panamusta | ceɬawi-tca   | *           |
| '9'   | kowal-com | namilka-com  | hadagal-com | tcatco   | tcatco   | xut-pacem | naʼkata      | *           |
| '10'  | kowal-tek | namilka-tek  | hadagal-tek | tca-coto | tca-cuto | pacem     | ceɬawi-tcaka | *           |